# Cyrtolaelaps paraster
Cyrtolaelaps paraster är en spindeldjursart som beskrevs av Costa 1961. Cyrtolaelaps paraster ingår i släktet Cyrtolaelaps och familjen Ologamasidae. Inga underarter finns listade i Catalogue of Life.